# Kemmenau
Kemmenau ist eine Ortsgemeinde und ein staatlich anerkannter Erholungsort im Rhein-Lahn-Kreis in Rheinland-Pfalz. Sie gehört der Verbandsgemeinde Bad Ems-Nassau an.

## Geographie
Die Gemarkung der Gemeinde Kemmenau liegt im Naturpark Nassau, nördlich des Lahntals im Naturraum Niederwesterwald und erstreckt sich auf einer Höhe von ca. 330 bis 486 m ü. NN (First) über eine Fläche von 3,76 km². Kemmenau ist etwa 2,5 km von Bad Ems entfernt.

## Geschichte
Kemmenau liegt unmittelbar östlich des Obergermanisch-Raetischen Limes, der auf dem Gemeindegebiet noch deutlich erkennbar ist.
Der Ort wurde 1320 erstmals erwähnt. Der größte Teil des Orts gehörte im späten Mittelalter und in der frühen Neuzeit zur Vogtei Ems und hatte in diesem Rahmen spätestens 1646 einen eigenen Bürgermeister. Ein kleinerer Teil gehörte zum Gericht und zur Pfarrei Dausenau und war damit meist nassauisch. 1818 wurde der Orte eine eigenständige Gemeinde, die 1821 Teile der Gemarkung von Dausenaus erhielt. 1819 wurden im Ort 173 Einwohner gezählt.

## Politik

### Gemeinderat
Der Gemeinderat in Kemmenau besteht aus zwölf Ratsmitgliedern, die bei der Kommunalwahl am 9. Juni 2024 in einer Mehrheitswahl gewählt wurden, und dem ehrenamtlichen Ortsbürgermeister als Vorsitzendem. In den Wahlperioden 2009 bis 2019 gehörten dem Gemeinderat nur acht Ratsmitglieder an. Bis zur Wahl 2014 wurde in einer personalisierten Verhältniswahl gewählt.
Die Sitzverteilung im Gemeinderat:
| Wahl | SPD               | CDU               | WGR               | DGW               | Gesamt   |
| ---- | ----------------- | ----------------- | ----------------- | ----------------- | -------- |
| 2024 | per Mehrheitswahl | per Mehrheitswahl | per Mehrheitswahl | per Mehrheitswahl | 12 Sitze |
| 2019 | per Mehrheitswahl | per Mehrheitswahl | per Mehrheitswahl | per Mehrheitswahl | 12 Sitze |
| 2014 | 3                 | 2                 | 2                 | 1                 | 8 Sitze  |
| 2009 | 2                 | 3                 | 2                 | 1                 | 8 Sitze  |
| 2004 | 3                 | 4                 | 3                 | 2                 | 12 Sitze |

### Bürgermeister
Ortsbürgermeister von Kemmenau ist Norbert Jachtenfuchs. Bei der Direktwahl am 26. Mai 2019 wurde er mit einem Stimmenanteil von 90,94 % und am 9. Juni 2024 als einziger Bewerber mit 89,0 % jeweils für weitere fünf Jahre wiedergewählt.

## Sehenswürdigkeiten
Siehe auch: Liste der Kulturdenkmäler in Kemmenau

## Wirtschaft und Infrastruktur
Kemmenau war früher landwirtschaftlich geprägt und ist heute überwiegend eine Wohngemeinde im Großraum Bad Ems – Koblenz.
Durch Kemmenau führt der Deutsche Limes-Radweg. Dieser  folgt dem Obergermanisch-Raetischen Limes über 818 km von Bad Hönningen am Rhein nach Regensburg an der Donau.

## Persönlichkeiten
- Philipp Christian Epstein (1834–1918), Bürgermeister und Abgeordneter des Provinziallandtages der preußischen Provinz Hessen-Nassau